# Площа Сан-Бабіла, 20 годин
«Площа Сан-Бабіла, 20 годин» (оригінальна назва: італ. San Babila ore 20: un delitto inutile — Сан-Бабіла, 20 годин: безглуздий злочин) — італійський фільм 1976 року. Кримінально-політична драма, що описує один день із життя четвірки молодих неофашистів, який завершився подвійним вбивством. Фільм заснований на реальних подіях у Мілані 25 травня 1975 року. Зіграв помітну (хоча неоднозначну) роль в антифашистській пропаганді та політико-ідеологічному протиборстві. Режисер — Карло Ліццані.

## Фактологічна база
25 травня 1975 року на площі Сан-Бабіла в Мілані було вбито 26-річного лівоорієнтованого студента Альберто Бразілі й тяжко поранено його подругу Лючію Корна. Убивство скоїли п'ятеро молодих неофашистів із угруповання, яке називалося «санбабіліні».
Традиційним місцем збору міланських ультраправих була площа Сан-Бабіла. Поява тут була небезпечною для представників лівих сил. Тим часом Бразілі був одягнений у куртку eskimo, яка вважалася свого роду «уніформою червоних». Крім того, Бразілі прилюдно зірвав зі стіни листівку неофашистської партії «Італійський соціальний рух».
Вбивство Альберто Бразілі лягло в основу сюжету кінокартини.

## Сюжет
Мілан, 1976 рік. Рано-вранці четверо молодих неофашистських активістів — Фабриціо, Мікі, Франко та Альфредо — присутні на похороні великого діяча часів режиму Муссоліні. У розмові між собою вони різко засуджують обережність та законослухняність «дорослих» ультраправих політиків.
На Citroën Méhari, що належить Мікі, вони приїжджають до приміщення, займаного комуністами, і ламають їх моторолери. Відірвавшись від погоні, четвірка ненадовго розходиться.
Фабриціо йде до бару на Сан-Бабіла, де зустрічається зі знайомим поліцейським для ділової розмови. Він веде складні ігри з поліцією щодо взаємовигідного обміну інформацією, причому не лише політичною, а й суто кримінальною. Поліцейський ставиться до інформатора з неприхованою ворожістю (шантажує тим, що «закладе поліцейським-комуністам») — проте погоджується на співпрацю та за сприяння покриває злочини.
Мікі агітує студентів. Зачитується його твір, у якому він називає цвинтар «наслідком демократичної багатопартійної системи». Викладач та однокурсники обурені явною апологією смерті.
Франко скандалить зі своєю матір'ю.
Альфредо їде працювати в магазин побутової техніки. Дурить хазяїна, пояснюючи своє запізнення тим, що був на похоронах дядька.
Близько полудня хлопці зустрічаються знову. Розмальовують свастикою магазин, що належить єврею. Коли перехожі намагаються стерти свастику, по ним починають стріляти металевими кульками з рогаток. Двоє зазнають травм.
Фабриціо, Мікі та Франко разом їдуть до Альфредо до магазину. Дорогою вони садять до себе в машину наївну та товариську дівчину Лаллу. Швидко познайомившись із хлопцями, вона готова їхати з ними, за умови, що її пригостять: «Ми йдемо їсти морозиво? Обожнюю шоколад» У підсобці магазину Франко — за рішенням компанії — залишається наодинці з Лаллою. Він, однак, настільки шокований її простодушністю та зневагою до його чоловічих переваг («Давай швидше покінчимо з цим і підемо їсти шоколад!»), що починає бити дівчину. На цьому спроба закінчується, незважаючи на застосування гумової кийки.
Хлопці влаштовують флешмоб із гумовими фалосами, які вони придбали в секс-шопі, і цього разу потрапляють у поліцію. Поводяться вони по-різному: Мікі демонстративно загрожує, Альфредо намагається звести справу до безневинного жарту. Усіх звільняють із попередженнями. Помітні відмінності у підході поліцейських: той, що допитує Альфредо, відноситься до неофашистів із різкою ворожістю; той, що допитує Мікі, натякає, що колись якимось силам у владі будуть потрібні послуги вкрай правих бойовиків.
Франко та Альфредо приходять до тиру потренуватися у стрільбі. Франко стріляє погано і при цьому відмовляється дати Альфредо у борг на купівлю патронів. Один із відвідувачів — його імідж, одяг, манера поведінки не залишають сумнівів щодо приналежності до фашистської організації — пропонує Альфредо оплатити патрони, якщо той гарантує відмінну влучність. Альфредо погоджується і виграє заклад: «Так повинен стріляти кожен фашист!», присоромлений Франко йде. Відвідувач пропонує Альфредо заробіток за перевезення портфеля. За змістом йдеться про секретні мафіозні або партійно-фашистські матеріали. Конкретно не домовляються, але погоджуються на співпрацю у майбутньому.
Альфредо їде на роботу на викраденому мотоциклі. Знову запізнившись, бреше господареві про «страйк на транспорті». З його кишені випадково випадає автоматичний складаний ніж. Хазяїн вимагає пояснень. Альфредо визнає свою приналежність до правих екстремістів. Хазяїн як законослухняний громадянин схиляється до звільнення такого працівника. Альфредо погрожує проблемами.
Фабриціо спілкується з Лаллою у барі на Сан-Бабіла. Він агітує її за нацистський «новий лад», але не зустрічає розуміння — дівчина не любить жорстокості, звикла до вільного стилю життя, до того ж їй не сподобався Франко. Фабриціо нападає на неї: «Ти не смієш так про нього говорити! Франко один із нас! Ми можемо, а ти ні!», але на Лаллу все це не справляє особливого враження.
Ближче до вечора четвірка знову зустрічається у барі на Сан-Бабіла. Повз проходить комуністична демонстрація. Один із учасників відстає. На нього одразу ж накидаються («Весь Мілан ваш, а на Сан-Бабіла не суйтеся!») і починають бити металевими ланцюгами. Демонстранту ледве вдається вирватися. Поліція з'являється лише після побиття. Неофашисти вишиковуються в шеренгу і марширують, сканідуючи: «Айн, цвай, гайль, гайль!».
Четвірка вирішує підірвати один із комуністичних офісів. Завдання доручається Франко, якого час випробувати: «Всі ми побували за ґратами, настав час і тобі ризикнути!». Але Франко — найслабший із групи. Пробравшись до приміщення, зайнявши зручну позицію, він не наважується підпалити фітіль вибухового пристрою. Соратникам же він повідомляє про технічний збій.
Фабриціо знову приїжджає до бару на Сан-Бабіла. Він має конфіденційну ділову зустріч із журналістом-розслідувачем лівих поглядів (ймовірно, членом ІКП). З ним, як і з поліцейським, Фабріціо обмінюється інформацією, але на платній основі. Розслідувач повідомляє, що вибуховий пристрій свідомо не приведено в дію: «Ваш злякався». Фабриціо розлючений, хоча тримає себе в руках. Виникає короткий діалог: «Рано чи пізно народ розірве вас на шматки. — Якщо ти вночі з'явишся на Сан-Бабіла, на шматки розірвуть тебе».
Незабаром до бару приходить Франко. Фабриціо звинувачує його в боягузтві та шантажує: або завтра Франко платить сто тисяч лір, або про його боягузтво стане відомо всім. Таких грошей у такий термін Франко не має (з матір'ю він у сварці). Він пропонує довести свою відданість справі.
Фабриціо вибирає жертв — пару молодих закоханих. Хлопець зриває зі стіни плакат зі свастикою, а дівчину Фабриціо десь бачив. Він вимагає від Франко напасти на «червоних» і цим загладити провину. Франко погоджується, хоча сильно боїться.
Підтягуються Мікі та Альфредо, обидва підключаються до полювання. Початковий намір лише побити перетворюється на план цілеспрямованого вбивства. Закохані здогадуються про переслідування та намагаються втекти. Однак на стоянці їм не поступаються таксі, поліція проїжджає повз, перехожі та відвідувачі кафе байдужі. У безлюдному місці всі четверо нападають на двох. У хід пущено ножі. Хлопця вбито, дівчину важко поранено.
Франко повертається додому і впадає у сльозливу істерику. Мікі, Фабриціо та Альфредо йдуть відпочивати до зали гральних автоматів. Дорогою Фабриціо помічає плакат «Стань комуністом!» із зображенням тієї дівчини: «Ось де я її бачив...». Зустрівши Лаллу, Фабріціо просить її сховати закривавлений ніж. Але Лалла, за всієї її наївності, не хоче ставати пособницею вбивць. Вона звертається до поліції.
Останні кадри: Лалла в поліцейській машині, поліція оточує залу, блокує виходи та розпочинає арешт.

## Персонажі
Фабриціо (П'єтро Брамбілла) — виходець з верхніх шарів середнього класу. Переконаний нацист із ніцшеанськими амбіціями. Мріє про «суспільство замку», пануванням еліти, тотальною ієрархією, жорсткою регламентацією життя. Явно претендує на лідерство. По ряду ознак, пов'язаний із кримінальним світом .
Мікі (Джуліано Чезаріо) — пасинок великого біржовика (стосунки з вітчимом складні, той доходить до погроз Мікі через сатаністські манери, з матір'ю теж не близький). Ближче до традиційної ідеології італійського фашизму. Поводиться жорстко і зухвало. Активний, шукає конфлікти. Відрізняється мізантропічним світоглядом, але впевнений у швидкому політичному успіху.
Франко (Даніель Асті) — син багатої жінки. Боягузливий, слабохарактерний, істеричний. Зривається у вирішальні моменти. Слабкість намагається приховати за напускною бравадою. Надзвичайно боїться викриття своєї боягузливості, тому легко піддається шантажу.
Альфредо (П'єтро Джаннузо) — єдиний із четвірки представник соціальних низів. У розвинений Мілан приїхав із бідного Півдня Італії. На відміну від соратників, самостійно заробляє собі на життя. Мав серйозні проблеми з поліцією: засуджений за зґвалтування (вимушений був одружитися), багато разів притягувався до відповідальності за бійки, політичне хуліганство, опір поліції. Підходить до всього більш ґрунтовно, серйозно та обережно. Пропонував відмовитися від погоні, коли жертви тимчасово загубилися. Показово, що саме з ним ведуть серйозні справи «дорослі» соратники, включно з депутатом від неофашистської партії.
Лалла (Бригітта Скай) — співробітниця рекламного агентства. Наївна, поступлива, легковажно ставиться до життя. Легко сходиться з людьми, у кожному передбачає добрі наміри. Швидко прощає образи та навіть фізичне насильство. Не висуває претензій, не вдивляється в характери, не цікавиться політикою. Однак має деякі морально-естетичні кордони — у розмові з Фабриціо: «Чи не буде твій замок надто жорстоким?», у розмові з Франком: «Чокнуті ви на своїй Сан-Бабіла». Епізод, коли Фабриціо передає їй ножа, змінює Лаллу. Вона готова близько дружити з чокнутими хлопцями, але відмовляється покривати кривавий злочин. В останніх кадрах у неї навіть змінився вираз обличчя — став задумливішим, з нальотом трагізму.

## Політико-пропагандистське значення
Творці фільму намагалися максимально наблизити його до реального життя. Цьому сприяла крайня політична напруженість Свинцевих сімдесятих: тільки в Мілані та лише навесні 1975 року, крім Альберто Бразілі, загинули ще три політичні активісти — один неофашист і двоє ультралівих. Напади та бійки відбувалися з ще більшою регулярністю.
Хто народився або виріс у Мілані в 70-х пам'ятають, що таке «sanbabilini». Мені тоді було менше 10 років, я не можу згадати повну історію, але слава неофашистів (точніше неонацистів) з бару «Sundown» на площі Сан-Бабіла досягала і нас. При кожній поїздці на ті місця я бачив жах в очах моїх батьків. Це не жарт. Велика бійка завжди була на порядку денному. Сан-Бабіла вважалася місцем, де не слід було ходити.
Деякі епізоди фільму — наприклад, ліва демонстрація, зіткнення, що послідував неофашистський марш — знімалися з натури прихованою камерою. Головні ролі — за винятком Лалли, яку зіграла відома німецько-італійська актриса Брігітта Скай, — виконували не професійні актори, а відібрані за ознакою неореалістичної «типовості» молоді люди.
Фільм зіграв помітну політичну роль у плані антифашистської пропаганди. Образи головних персонажів — навмисно позбавлені будь-якого позитиву, подані як осередки зла (у цьому сенсі можна порівняти з Аттілою Маланкіні з «Двадцятого століття» Бернардо Бертолуччі) — справляли вкрай відразливе враження. Це відторгнення поширювалося на ідеологію та структури неофашизму.
Через два роки група неофашистської молоді створила організацію «Революційні озброєні осередки», дії якої викликали асоціації з «санбабіліні» — зокрема, спонтанністю та жорстокістю насильства.

## Покази у СРСР
Фільм був позитивно зустрінутий критикою, удостоївся низки нагород. Важливу роль у його просуванні відіграло номінування на X Московському міжнародному кінофестивалі 1977 року.

На початку 1980-х фільм з успіхом демонструвався в СРСР. При цьому слід зазначити, що ефект неоднозначний: неофашистська і неонацистська естетика стала популярною в асоціальних стратах молоді.
Ефект вийшов космічний: брат по ретроманії Олексій Васильєв безпосередньо пов'язує сплеск російського неофашизму ранніх 1980-х саме з цією картиною. Марш у чорній шкірі виглядав круто та борзо, вбивство вчених комсомольців у промзон протестів не викликало.
Це стало важливим фактором молодіжної та підліткової субкультури в період, що передував початку Перебудови.
Фільм вийшов — і помчало. Молодь країни Рад стала потихеньку одягати шкіру. У всіх містечках з'явилися свої Сан-Бабілі. Сьогодні запитайте будь-якого російського неофашиста за 40: всі вони скажуть, що зайнялися нацизмом після «Сан-Бабіли»… Про хлопців, у яких «культивувалися чесність, прямота і дружба, і дуже жорстко вони разом трималися, а імідж був підходящий — шкіряні куртки, голені скроні…»